# Dragana Tomašević
Dragana Tomašević (srb.: Драгана Томашевић; ur. 4 czerwca 1982 w Sremskiej Mitrovicy) – serbska lekkoatletka specjalizująca się w rzucie dyskiem.
Jest złotą medalistką igrzysk śródziemnomorskich (Almería 2005) i brązową medalistką letnich uniwersjad z Izmiru (2005) oraz Bangkoku (2007). Zajęła siódme miejsce podczas mistrzostw świata w Helsinkach w 2005 roku. W 2006 uplasowała się na ósmej pozycji mistrzostw Europy. Pięciokrotna uczestnika igrzysk olimpijskich – Ateny 2004, Pekin 2008, Londyn 2012, Rio de Janeiro 2016 oraz Tokio 2020 (we wszystkich występach odpadła w eliminacjach i nie awansowała do finału). Reprezentantka Serbii w pucharze Europy oraz zimowym pucharze w rzutach. Wielokrotna mistrzyni Serbii w rzucie dyskiem. Rekord życiowy: rzut dyskiem – 63,63 (8 sierpnia 2006, Göteborg – rekord Serbii); pchnięcie kulą – 14,81 (30 maja 2004, Moskwa).